# Simone Sommer
Simone Sommer (* 1967 in Eberbach, Rhein-Neckar-Kreis, Baden-Württemberg) ist eine deutsche Biologin und Professorin für Evolutionsökologie und Naturschutzgenomik an der Universität Ulm. Im Rahmen ihres Forschungskonzepts „EcoHealth“ untersucht Simone Sommer und ihr Team die Auswirkungen anthropogener Umweltveränderungen auf ökologische Prozesse und den Gesundheitszustand von Wildtieren, und die Entstehung und Zunahme zoonotischer Infektionen. Dazu kombiniert sie Feldforschung in tropischen Ökosystemen (vorwiegend Afrika, Mittel- und Südamerika) und Europa mit Laboruntersuchungen und molekularer Hochdurchsatzsequenzierung zur Immungenvariabilität (MHC-Gene, TLR), der Zusammensetzung und Funktionalität von Mikrobiomen, und zur Parasiten- und Pathogenbelastung.

## Werdegang
Simone Sommer studierte Biologie von 1987 bis 1994 Zoologie, Evolutionsbiologie, Ökologie, Botanik, Parasitologie, Mikrobiologie und Populationsgenetik an den Universitäten Heidelberg und Tübingen. Sie hat 1997 bei den Zoologen Jörg Ganzhorn und Klaus Schmidt-Koenig an der Universität Tübingen (Verhaltensphysiologie) und Max-Planck-Institut für Immunologie über die Populationsökologie und Immungenetik einer hochbedrohten Säugetierart in Madagaskar promoviert. Sie habilitierte sich 2004 im Fach Zoologie an der Fakultät für Mathematik, Informatik und Naturwissenschaften der Universität Hamburg zum Thema ‚Populationsökologische und –genetische Konsequenzen von Sozialsystemen und anthropogenen Einflüssen’ und erhielt die venia legendi für Zoologie und Tierschutz, sowie 2006 für Evolutionsökologie an der Universität Potsdam. Nach Stationen in USA, Universität Hamburg (Tierökologie und Naturschutz), Südafrika, Leibniz-Institut für Zoo- und Wildtierforschung Berlin (Evolutionäre Genetik) und Universität Potsdam (Evolutionäre Ökologie) leitet sie seit 2014 das Institut für Evolutionsökologie und Naturschutzgenomik der Universität Ulm.

### Auszeichnungen und Engagement
Ihre Doktorarbeit wurde durch die Landesgraduiertenförderung Baden-Württembergs gefördert und durch den Fritz-Frank Preis der Deutschen Gesellschaft für Säugetierkunde 1998 ausgezeichnet. 2000 erhielt sie den Hamburg: summa cum laude Award des Senats der Stadt Hamburg. Ihre Forschung wird durch diverse Förderinstitutionen unterstützt. Simone Sommer ist Mitglied in zahlreichen wissenschaftlichen und beratenden Gremien. Von 2008 bis 2015 war sie gewählte Fachkollegiatin für Zoologie und Anthropologie der Deutschen Forschungsgemeinschaft (DFG), seit 2020 ist sie ernanntes Mitglied der Interdisziplinären DFG-Kommission für Pandemieforschung, und des Senats- und Bewilligungsausschusses für Sonderforschungsbereiche. Im Jahr 2024 wurde Simone Sommer in der Sektion Organismische und Evolutionäre Biologie in die Nationale Akademie der Wissenschaften Leopoldina aufgenommen.

### Publikationen (Auswahl)
- Fackelmann G, Pham CK, Rodríguez Y, Mallory ML, Provencher JF, Baak JE, Sommer S (2023) Current levels of microplastic pollution impact wild seabird gut microbiomes. Nature Ecology & Evolution.[2]
- Heni AC, Fackelmann G, Eibner G, Kreinert S, Schmid J, Schwensow NI, Wiegand J, Wilhelm K, Sommer S (2023) Wildlife gut microbiomes of sympatric generalist species respond differently to anthropogenic landscape disturbances. Animal Microbiome, 5:22.[3]
- Schmid DW, Meyer M, Wilhelm K, Tilley T, Link-Hessing T, Fleischer R, Badu EK, Nkrumah EE, Oppong SK, Schwensow N, Tschapka M, Baldwin HJ, Vallo P, Corman VM, Drosten C, Sommer S (2023) MHC class II genes mediate susceptibility and resistance to coronavirus infections in bats. Molecular Ecology.[4]
- Carranco AS, Gillingham MAF, Wilhelm K, Romo D, de Lourdes Torres M, Sommer S*, Romo D* (2022) Transcending sea turtles: First report of hatching failure in eggs of an Amazonian freshwater turtle with symptoms of the fungal emerging disease fusariosis. Transboundary and Emerging Diseases, 69, e3282–e3288.[5]
- Fleischer R, Schmid DW, Wasimuddin, Brändel SD, Rasche A, Corman VM, Drosten C, Tschapka M, Sommer S (2022) Interaction between MHC diversity and constitution, gut microbiome composition and Astrovirus infections in a neotropical bat. Molecular Ecology, 31, 3342–3359.[6]
- Müller-Klein N, Risely A, Schmid DW, Manser MB, Clutton-Brock T, Sommer S (2022) Two decades of tuberculosis surveillance reveal disease spread, high levels of exposure and mortality, and marked variation in disease progression in wild meerkats. Transboundary and Emerging Diseases.[7]
- Fackelmann F, Gillingham MAF, Schmid J, Heni AC, Wilhelm K, Sommer S (2021) Human encroachment into wildlife gut microbiomes. Communications Biology, 4, 800.[8]
- Jiménez RR, Alvarado G, Mena F, Ruepert C, Ballestero E, Sommer S (2021) The fungicide chlorothalonil changes the amphibian skin microbiome: a potential factor disrupting a host disease-protective trait. Applied Microbiology, 1, 26–37.[9]
- Risely A, Wilhelm K, Clutton-Brock T, Manser MB, Sommer S (2021) Diurnal oscillations in gut bacterial load and composition eclipse seasonal and lifetime dynamics in wild meerkats, Suricata suricatta. Nature Communications, 12, 6017.[10]
- Wasimuddin, Corman VM, Ganzhorn JU, Rakotondranary SJ, Ratovonamana YR, Drosten C, Sommer S (2019) Adenovirus infection is associated with altered gut microbial communities in a non-human primate. Scientific Reports, 9, 13410.[11]
- Santos PSC, Courtiol A, Heidel AJ, Höner OP, Heckmann I, Nagy M, Mayer F, Platzer M, Voigt CC, Sommer S (2016) MHC-dependent mate choice is linked to a trace-amine-associated receptor gene in a mammal. Scientific Reports, 6, 38490.[12]
- Schwensow N, Eberle M, Sommer S (2008) Compatibility counts: MHC-associated mate choice in a wild promiscuous primate. Proceedings of the Royal Society London B, 275, 555–564.[13]
- Sommer S (2005) Invited Review: The importance of immune gene variability (MHC) in evolutionary ecology and conservation. Frontiers of Zoology, 2:16.[14]
- Ganzhorn JU, Porter P, Lowry II, Schatz GE, Sommer S (2001) Madagascar: one of the world's hottest biodiversity hotspot on its way out. Oryx, 35, 346–348.[15]